# Coelorinchus osipullus
Coelorinchus osipullus is een straalvinnige vissensoort uit de familie van de rattenstaarten (Macrouridae). De wetenschappelijke naam van de soort is voor het eerst geldig gepubliceerd in 2009 door McMillan & Iwamoto.